# Caligus diaphanus
Caligus diaphanus är en kräftdjursart som beskrevs av von Nordmann 1832. Caligus diaphanus ingår i släktet Caligus och familjen Caligidae. Arten är reproducerande i Sverige. Inga underarter finns listade i Catalogue of Life.